# 雷佩凡
雷佩凡（2003年5月31日—），陕西安康人，中国职业斯诺克运动员，2019年开始参加职业赛事，曾在2024年斯诺克苏格兰公开赛拿到个人首个排名赛冠军。